# Леопольд Кула
Леопольд Лис-Кула (пол. Leopold Lis-Kula; 11 листопада 1896 — 7 березня 1919) — польський військовий. 

## Дитячі роки

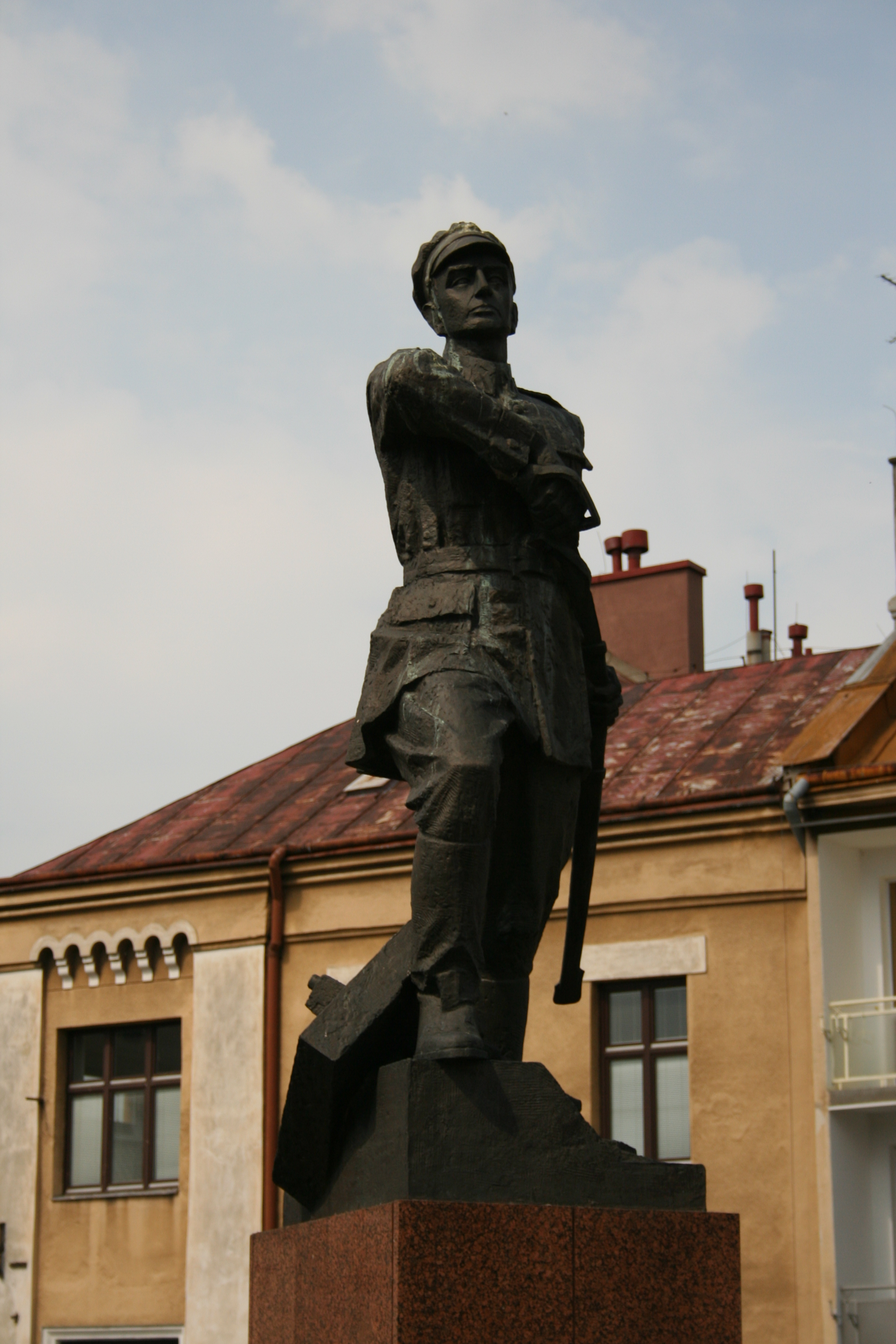
Пам'ятник Леопольду Кулу (Ряшів)

Його батько — Томас Кула(Tomasz Kula) — походив із старовиного лицарського роду Кулів (Кули), а предок по материній лінії, її звали Елізабет Чайковська (Elżbieta Czajkowska), був відомим письменником і мандрівником Міхал Чайковський (пол. Michał Czajkowski).
Леопольд був четвертою дитиною в сім'ї. Коли діти виросли, родина переїхала з Косіна (пол. Kosina) до Ряшова (пол. Rzeszów), де було легше дітям здобути потрібну освіту. Жила сім'я в невеликій квартирі в будинку по вулиці Przybyszówka.
.

## Смерть
7 березня 1919 рік — Торчин, у якому, став місцем польсько-українського збройного протистояння у 1919 р. Під час  захоплення міста польськими військами в ніч з 6 на 7 березня 1919 р. тут був важко поранений командувач польських військових частин майор Леопольд Ліс-Кула (Leopold Lis-Кула). Помер від втрати крові через кілька годин після захоплення містечка. 